# La Chapelle-des-Pots
La Chapelle-des-Pots is een gemeente in het Franse departement Charente-Maritime (regio Nouvelle-Aquitaine). De plaats maakt deel uit van het arrondissement Saintes. La Chapelle-des-Pots telde op 1 januari 2022 1.007 inwoners.

## Geografie
De oppervlakte van La Chapelle-des-Pots bedroeg op 1 januari 2022 10,27 vierkante kilometer; de bevolkingsdichtheid was toen 98,1 inwoners per km².
De onderstaande kaart toont de ligging van La Chapelle-des-Pots met de belangrijkste infrastructuur en aangrenzende gemeenten.

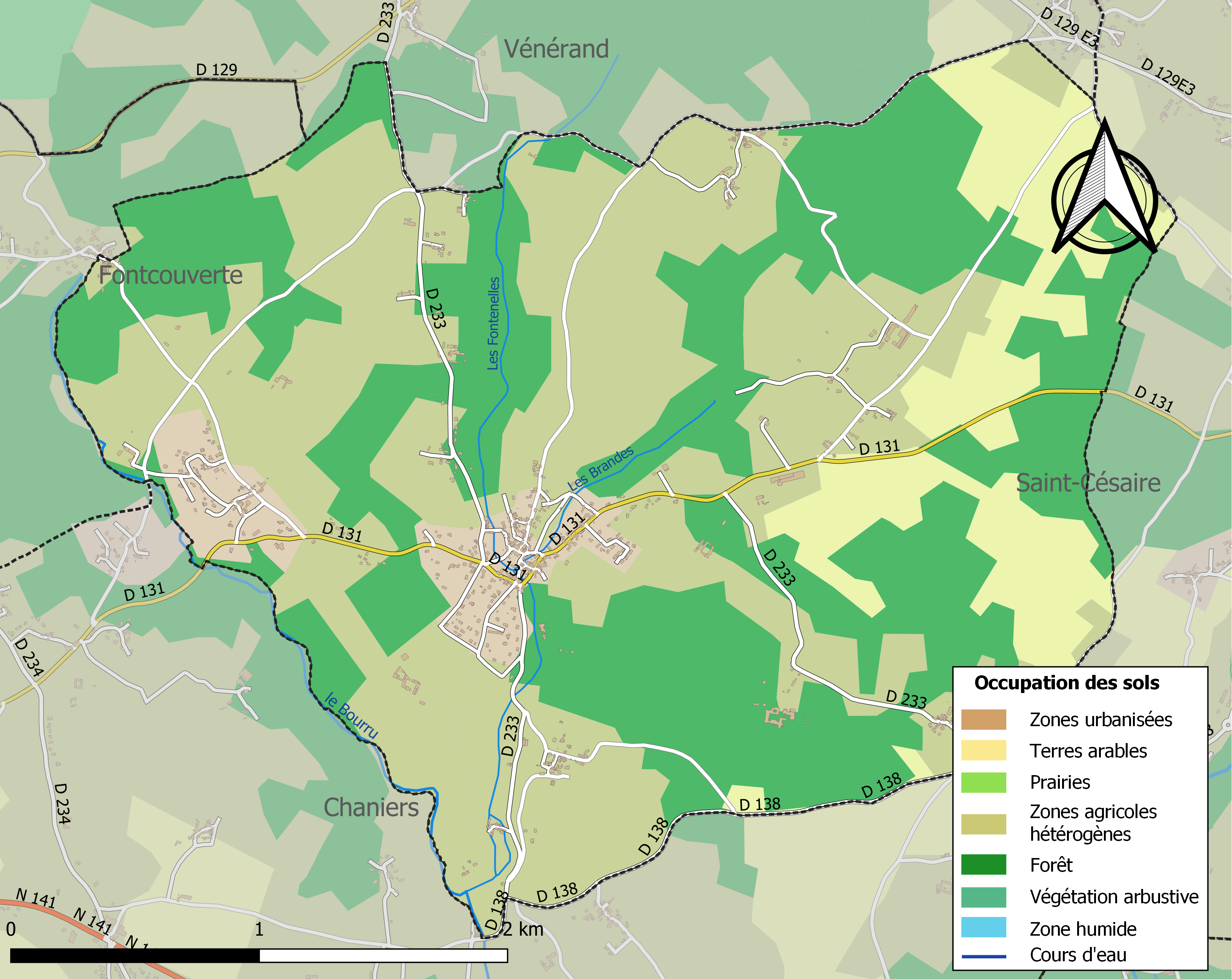

## Demografie
Onderstaande figuur toont het verloop van het inwonertal (bron: INSEE-tellingen).